# Cratere Gilmore
Gilmore  è un cratere sulla superficie di Venere. Deve il suo nome a Mary Gilmore, scrittrice, poetessa e giornalista australiana